# The Big Punch
The Big Punch é um filme de faroeste norte-americano de 1921, dirigido por John Ford. Seu estado de conservação é classificado como desconhecido, o que sugere ser um filme perdido.

## Elenco
- Buck Jones como Buck
- Barbara Bedford como Hope Standish
- Jack Curtis como Jed
- George Siegmann como Flash McGraw
- Jack McDonald como Amigos de Jed
- Al Fremont como Amigo de Jed
- Jennie Lee como Mãe de Buck
- Edgar Jones como O Xerife
- Irene Hunt
- Eleanore Gilmore